# Bolitoglossa lignicolor
Bolitoglossa lignicolor é uma espécie de anfíbio caudado pertencente à família Plethodontidae, sub-família Plethodontinae.